# 剱木亨弘
劔木 亨弘（劒木 亨弘、けんのき としひろ、1901年9月3日 - 1992年11月29日）は、日本の政治家、文部官僚。参議院議員（4期）、文部大臣（第88-89代）。位階は正三位。

## 来歴・人物
福岡県田川郡大任村（現大任町）に、開業医・劔木元享の長男として生まれる。豊津中学、第五高等学校を経て、1927年、東京帝国大学法学部を卒業。2年後の1929年、文部省に入省する（嘱託）。香川県学務課長、本省教学局思想課長、専門教育局大学教育課長などを務め、戦後の1947年、学校教育局次長となり、6・3・3・4制導入に伴う法整備や予算確保に尽力する。その後大学学術局長、文部事務次官を経て、1951年、周囲の推しにより福岡県知事選に出馬するも落選、首相吉田茂のはからいにより、内閣官房副長官に就任する。
官房副長官時代の「功績」として、戸籍届出における漢字制限の存続がある。戦後国語改革の一環として、新生児の戸籍届出において当用漢字以外は受け付けないことになったが、「命名権は基本的人権であり、漢字制限は憲法違反である」として、制限を事実上撤廃する「戸籍法の一部改法案」が可決されようとしていた。1951年6月5日、衆議院本会議の開会直前、剱木は自由党国会対策委員長の小沢佐重喜に直談判し、「私の下の名前（亨弘）が読めますか？…生まれてから今日まで、誰からも一度も正確に読んでもらったことはありません。親は自分の子供だからといって、人から読まれない名前を勝手に付けてよいのでしょうか」と訴えた。説得は功を奏し、結局法案採決は取り止めとなったという。奇しくも訴えられた小沢にも「おざわさえきと読めない」ことに関するエピソードが存在する。
1952年、岡野清豪文相の下で再び文部事務次官に就任。翌1953年、第3回参議院議員通常選挙に福岡選挙区から自由党公認で立候補し当選。以後連続4回当選。
保守合同後は緒方派 - 石井派 - 河野派に所属する。1966年、第1次佐藤第3次改造内閣にて文部大臣として入閣。1972年秋の叙勲で勲一等瑞宝章受章（勲五等からの昇叙）。1977年、政界を引退。同年秋の叙勲で勲一等旭日大綬章受章。その後は福岡県立美術館長、共立女子大学学長などを歴任。
1992年11月29日、呼吸不全のため死去、91歳。死没日をもって従五位から正三位に叙される。

## エピソード
- 無類の囲碁好きとして知られ、同郷のプロ棋士加藤正夫の媒酌人を務めるなど熱心に後援した。加藤が本因坊のタイトルを奪取した際には、剱木の名を取って「本因坊剱正」の号を名乗っている[6]。1990年、日本棋院より第21回大倉喜七郎賞が授与された。

## 著書
- 『牛の歩み 教育にわが道を求めて』小学館 1973
- 『戦後文教風雲録 続・牛の歩み』小学館 1977
- 『牛歩八十五年 剱木亨弘聞書』田中正隆 教育問題研究会 1986